# Jorge Correa Pastrana
Jorge Correa Pastrana es un exdirigente de fútbol que se desempeñó como presidente de la División Mayor del Fútbol Colombiano desde 1990 hasta 2002. Su hijo, Mauricio Correa Peña, fue el creador del canal Win Sports.

## Trayectoria
Su llegada a la Dimayor fue como contador en la época en la que León Londoño Tamayo fue presidente de la entidad en la década de los 80. Dentro de su gestión ya como presidente de Dimayor, es recordado por obtener el patrocinio de Protabaco con su marca Cigarrillos Mustang para el fútbol profesional colombiano desde la temporada 1990.
En 1990 también hizo parte de la junta directiva que le dio vida al Atlético Huila en el profesionalismo, club del que fue presidente entre 2010 y 2011. Adicionalmente, fue el creador de la Segunda División del fútbol profesional colombiano, la Categoría Primera B en 1991.
Adicionalmente, fue gerente del comité organizador de Colombia en la Copa América 2001. En 2005 fue elegido para ser parte del Comité Ejecutivo de la Federación Colombiana de Fútbol, en 2007 fue nombrado como comisionado de fútbol sala de la misma entidad. Su último cargo dentro de la dirigencia deportiva fue en la Comisión Arbitral Nacional de la Federación Colombiana de Fútbol en 2015.
En diciembre de 2021, el Comité Olímpico Colombiano lo galardonó con el premio Altius a la vida y obra por su labor como dirigente deportivo.